# Essilor
Essilor International S.A. è una multinazionale francese che produce e commercializza lenti oftalmiche e apparecchiature ottiche.
La società, con sede a Parigi in Francia e quotata all'Euronext Paris Stock Exchange, fa parte dell'indice azionario CAC 40 che comprende le 40 società a maggior capitalizzazione negoziate alla Borsa di Parigi e dell'Euro Stoxx 50 che comprende le 50 società a maggior capitalizzazione dell'Eurozona.
La società, nata nel 1972 dalla fusione di Essel e Silor (aziende operanti nel settore delle lenti oftalmiche), è presente in oltre 100 paesi distribuiti sui cinque continenti. Le sue attività sono, in larga misura, concentrate sulla ricerca e sviluppo di lenti oftalmiche, con un budget annuale di quasi 200 milioni di euro di cui il 30% dedicato all'open innovation con 481 laboratori di prescrizione e 34 siti di produzione, oltre a numerosi centri di ricerca e sviluppo sparsi in tutto il mondo e a 3 centri di "Innovazione e tecnologia" a Parigi, Dallas e Singapore, dedicati alla progettazione di soluzioni tecnologiche all'avanguardia.
Il 1º ottobre 2018 si è fusa con la società italiana Luxottica, tra i principali produttori mondiali di occhiali, diventando EssilorLuxottica.

## Storia

### Le origini: nel 1849 e 1931 nascono Essel e Silor
Essilor venne fondata nel 1972, ma le origini della società risalgono al 1849 quando nacque Essel (con il nome di Association Fraternelle des Ouvriers Lunetiers) come una piccola rete di laboratori di assemblaggio di occhiali a Parigi.
Tra la fine del XIX secolo e l'inizio del 20º si espande rapidamente grazie all'acquisizione di fabbriche nelle vicinanze di Parigi e nella Francia orientale, aggiungendo ben presto alle proprie attività il disegn delle montature e la commercializzazione dei prodotti. Nel 1955 la società lancia, con successo, l'innovativa montatura Nylor, usata ancora oggi. Il Sistema Nylor prevede l'utilizzo di un filo di nylon sottile che abbraccia la lente e la fissa alla parte superiore della montatura. Nel 1959, l'invenzione rivoluzionaria di Varilux, la prima lente progressiva oftalmica, ha rappresentato un passo avanti fondamentale nella storia di Essel e contemporaneamente un punto di riferimento nel settore.
Silor inizia le proprie attività con il nome di Lissac nel 1931 come rivenditore al dettaglio di lenti oftalmiche e montature, diventando poi produttore di lenti. Il 1959, anno in cui Essel inventa la lente progressiva, è stato anche l'anno di un'importante scoperta di Lissac: la lente Orma 1000, realizzata con un materiale leggero e resistente agli urti.

### 1972-1979: esordi di Essilor
Dopo una lunga rivalità, il 1º gennaio 1972, Essel e Silor si fondono dando vita a Essilor, ai tempi la terza società in ordine di grandezza nel settore ottico oftalmico.
Il primo anno di vita di Essilor si contraddistingue per due eventi principali: la creazione di Valoptec, una società non commerciale costituita da manager che detenevano metà del capitale azionario della società e dall'acquisizione di Benoist-Bethiot, azienda francese specializzata nella produzione di lenti progressive.
Nella metà degli anni settanta, Essilor si pone come obiettivo prioritario di diventare un autentico gruppo ottico specializzato nelle lenti progressive organiche. Molte attività accessorie vengono inizialmente vendute ma, nel 1974, con la fusione tra Benoist-Bethiot e Guilbert-Routit, Essilor crea BBGR, un'azienda controllata. Nel 1975 la società è quotata in borsa. Le innovazioni di Essel e Silor, predecessori di Essilor, permettono di arrivare al lancio di Varilux Orma nel 1976.
La fine degli anni settanta è caratterizzata da un cambiamento nella strategia di espansione geografica. Mediante l'acquisizione di impianti produttivi negli Stati Uniti, in Irlanda e nelle Filippine, Essilor infatti inizia la propria trasformazione da società prevalentemente esportatrice a società internazionale.

### 1980-1989: crescita internazionale
Gli anni ottanta iniziano all'insegna di una crescente competizione. Per contenere i costi e migliorare il servizio, Essilor acquisisce quattro nuovi impianti in quattro anni, in Messico, Porto Rico, Brasile e Thailandia. In Francia, l'adozione di nuovi strumenti facilita l'automazione del processo produttivo. Molti distributori sono oggetto di acquisizione o fusione con Essilor in Europa (Norvegia, Portogallo) e in Asia (Birmania, Indonesia, Giappone, Malaysia, Singapore, Taiwan e Vietnam).
Negli Stati Uniti, tutte le controllate sono riunite sotto l'ombrello di Essilor of America. Questa rete globale consente di lanciare la nuova lente Varilux, VMD, in Europa e negli Stati Uniti. Alla fine degli anni ottanta, Essilor diventa leader mondiale nel settore dei prodotti ottici oftalmici.

### 1990-1999: partenariato e Varilux Comfort
Per mantenere la propria posizione di leader mondiale, Essilor abbandona gradualmente le proprie attività nel settore delle montature per concentrarsi sulle lenti correttive. Ricorrendo a una strategia di valore aggiunto, la società lancia nel 1992 il trattamento Crizal, che offre lenti resistenti a graffi, riflessi, impurità, polvere ed acqua. Nel 1991 Essilor conclude un partenariati con PPG, società americana, per offrire le lenti fotocromatiche Transitions, una tecnologia che consente a una lente di diventare più scura o più chiara in base all'intensità della luce ambientale.  L'acquisizione di Gentex nel 1995 consente inoltre ad Essilor di lanciare Airwear, lente in policarbonato, un materiale leggero e resistente agli urti. Con il nome di Varilux Comfort viene infine lanciata nel 1992 la quarta generazione di Varilux, che rimane ancora oggi la lente progressiva più venduta al mondo.
Nel 1998 il gruppo crea Varilux University che prende il nome del marchio depositato Varilux. Un centro di formazione di eccellenza continua esclusivamente dedicato alla presbiopia pensato e ideato per sviluppare le competenze professionali degli ottici-optometristi. Nel 2012 Varilux University diventa Essilor Academy.

### 2000-2017: joint venture ed acquisizioni
Per Essilor l'anno 2000 segna la joint venture del gruppo con Nikon. L'inizio del XXI secolo è contrassegnato dai progressi tecnologici di Essilor, con il lancio di Varilux Physio, una lente progressiva che sviluppa la sua performance grazie alla tecnologia Twin Rx, che associa il sistema di gestione del fronte d'onda per calcolare l'ottica delle lenti a una tecnologia produttiva ad alta precisione, l'Advanced Digital Surfacing. Nel 2005, Essilor integra il CAC 40 della borsa francese di Parigi.
Nel 2007 crea la Essilor Vision Foundation con lo scopo di migliorare la vista dei bambini negli Stati Uniti.
Nel 2008 Essilor annuncia l'acquisizione della società svizzera di equipaggiamenti di prescrizione ottica Satisloh.
Nel dicembre del 2009, Essilor annuncia l'acquisto della società di premontati FGX International Holdings, per una cifra di 388 milioni di euro.
Nel 2010 Essilor finalizza l'acquisizione del gruppo americano Signet Armorlite, questa operazione ha permesso Essilor di proporre prodotti complementari di marchio Kodak.
Nel 2010 inizia l'acquisizione del 50% di Shamir Optical da parte di Essilor è finalizzata nel 2011.
Nel 2011 Essilor rinnova la collaborazione con Special Olympics, iniziata nel 2002, e che ha portato alla fornitura di oltre 100 000 lenti correttive agli atleti dei giochi internazionali.
Nel gennaio 2011 Essilor lancia una joint venture con Wanxin Ottica, il cui gruppo acquisisce il 50% del capitale.
ll 4 ottobre 2011 a Dallas viene inaugurato il primo centro Innovazione e Tecnologia in America.
Nel luglio 2012, Essilor celebra il 40º anniversario della nascita.
Il 29 maggio 2013, Essilor e Safilo firmano un contratto di licenza di 10 anni che permette l'utilizzo del marchio Polaroid per una gamma di lenti correttive polarizzanti dedicate agli sportivi. Queste lenti solari proteggono dall'abbagliamento da riflesso sull'acqua e sulla neve.
Il 29 luglio 2013, Essilor annuncia la firma di un accordo per l'acquisizione della quota del 51% della società Transitions Optical, ancora detenuta da PPG. Nell'aprile 2014, si conclude l'acquisizione per un valore di 1,73 miliardi di dollari e che porta la partecipazione di Essilor al 100%. L'accordo ha inoltre perfezionato l'acquisizione del fornitore italiano di occhiali da sole, Intercast. L'ambizione di Essilor è quella di dare nuova vita alla categoria fotocromatica in crescita. Transitions Optical è l'inventore della lente organica la cui tinta varia a seconda della luminosità. Lo sviluppo di questa lente è stata realizzata dai tema Essilor e PPG.
Nel novembre 2013, Essilor acquisisce Costa, specializzata in lenti solari di alta gamma per lo sport, per 270 milioni di dollari. La società ha anche annunciato l'acquisizione del 50% di Xiamen Yarui Optical Company Ltd, leader cinese di occhiali solari di fascia media .
Altri partenariati sono stati annunciati negli Stati Uniti, Canada e Brasile. In Michigan e Arkansas, Essilor diventa azionista di maggioranza di R. D. Cherry e Plunkett Optical. La maggioranza del capitale di Frame Displays appartiene anche Essilor.
L'insieme dei laboratori di prescrizione Riverside Optical presenti in Quebec e Ontario, firma una collaborazione con Essilor. Benson Edwards Optical Lab e Optical Lab CPS 360 sono altri due laboratori di prescrizione presenti in Ontario. Essilor ha sviluppato la propria attività in Brasile, con la firma di un partenariato con Comprol.
Nel febbraio 2014, Essilor acquisisce Coastal Contacts, una società canadese che vende occhiali e lenti on-line, per 282 milioni di €.
Essilor, in collaborazione con l'Institut de la Vision, ha creato un laboratorio chiamato « Vieillissement Visuel, Action et Autonomie ». Questo progetto è sostenuto da un comitato di ricercatori Essilor,  dall'Institut de la Vision e dall'Università Pierre e Marie Curie. Questo laboratorio permetterà ad Essilor di sviluppare nuovi prodotti per correggere gli effetti dovuti all'invecchiamento visivo.
Nel 2015, Essilor annuncia di dedicare un miliardo di euro per rafforzare la sua presenza nei paesi emergenti.

### 2018: dalla fusione con Luxottica nasce EssilorLuxottica
Il 1º ottobre 2018 con la fusione annunciata il 16 gennaio 2017 con il gruppo italiano Luxottica, leader mondiale nella produzione di montature per occhiali, diventa EssilorLuxottica.

## Ricerca e sviluppo
In seno ad Essilor, ad opera dell'Ing. Bertrand Maitenaz, è stata creata Varilux, la prima lente progressiva al mondo che corregge la presbiopia e consente al portatore di vedere a tutte le distanze, da vicino, nella zona intermedia e da lontano.
Il team di Ricerca e sviluppo di Essilor comprendeva circa 550 ricercatori in tutto il mondo nei 3 Centri di Innovazione e Tecnologia in Francia, Stati Uniti e Asia.  I siti francesi sono raggruppati a Creteil dal 2013 in un nuovo centro R&D.
Il team R&D Essilor sviluppava in media 100 nuovi brevetti all'anno che aggiungono ad una base di 5600 brevetti depositati.
Nel corso degli anni, Essilor ha costruito inoltre una rete internazionale di partner, che includono università, gruppi industriali e aziende di medie dimensioni, quali PPG Industries (creatori di Transitions) e Nikon.
Nell'agosto 2014 Essilor è classificata dalla rivista Forbes al 49º posto tra le 100 aziende più innovative al mondo.
Nel 2010, Essilor crea Shopper Labs, negozi sperimentali dedicati agli ottici per sostenerli nelle loro pratiche professionali.
Essilor batte il record mondiale di correzione visiva tagliando una lente con -104 diottrie.
Essilor ha sostenuto la collaborazione tra la capitale del Malawi e il Brien Holden Vision Institute con lo scopo di favorire l'accesso al benessere visivo a scala nazionale nel Malawi.

### Metodo a ciclo diottrico
Con il lancio di Varilux Comfort nel 1993, Essilor sviluppa il metodo a ciclo diottrico, rendendo possibile misurare la soddisfazione di chi porta gli occhiali. Il metodo, che prevede ripetizioni fino al raggiungimento soddisfacente di un risultato per il portatore delle lenti, comprende cinque fasi:
- acquisizione dei dati fisiologici del portatore
- design ottico
- creazione di lenti prototipo
- controllo della misurazione
- test clinici

### Crizal Prevencia
Nel 2013 inizia una ricerca scientifica condotta da Essilor in collaborazione con l'Institut de la Vision di Parigi. Quattro anni di ricerca e il primo test in vitro condotto nel campo dell'ottica oftalmica sulle cellule della retina hanno permesso di identificare la luce blu-viola (frequenza tra 415 e 455 nm) come la porzione dello spettro di luce visibile che presenta il più alto fattore di rischio per la degenerazione progressiva delle cellule della retina e che potrebbe condurre a gravi patologie oculari.
Essilor lancia nel 2013 Crizal Prevencia una lente chiara in grado di proteggere dalla luce blu-viola nociva e dai raggi UVA-UVB, grazie al trattamento antiriflesso differenziato che agisce sia frontalmente che dalla superficie interna della lente.
Crizal Prevencia filtra solo lo spettro della luce blu-viola dannosa per la salute degli occhi, mentre ne permette il passaggio allo spettro benefico al benessere dell'organismo (preserva il ciclo sonno-veglia, le performance cognitive).

### Realtà virtuale[5]
Il team di ricerca di Essilor si dedicava in particolare al progresso combinato di due discipline complementari:  l'ottica e la fisiologia, con particolare ricorso alla Realtà Virtuale. Si tratta di uno strumento di simulazione che rende possibile percepire e interagire tridimensionalmente nel corso di un'esperienza multisensoriale ed apre effettivamente vaste aree di ricerca nel campo dell'ottica oftalmica, consentendo di prevedere il design di lenti dalle prestazioni sempre più avanzate.
I ricercatori utilizzavano un sistema di visualizzazione virtuale, dotato di algoritmi e modelli sviluppati da Essilor, per esplorare nuove soluzioni ottiche che possono essere testate direttamente sui portatori di lenti. Questo simulatore consente di variare le proprietà ottiche delle lenti testate, di studiare gli effetti ottici e di adeguare immediatamente le lenti per soddisfare le esigenze visive del portatore. A questo scopo, un sensore magnetico registra i movimenti della testa di una persona e le immagini che mostrano l'esatto punto di vista dell'occhio 120 volte al secondo. Dopo il test, i risultati sono utilizzati per sintonizzare la prestazione delle lenti in questione.
Nel 2008, la lente Varilux Ipseo New Edition è progettata mediante il sistema di Realtà Virtuale di Essilor.

### E-SPF
Essilor crea nel 2012 E-SPF (Eye Sun Protection Factor), l'esclusivo indice brevettato Essilor che certifica il valore globale di protezione delle lenti. Maggiore è il valore dell'indice maggiore è il livello di protezione.

## Institut de la Vision di Parigi
Essilor collaborava con l'Institut de la Vision di Parigi, centro di ricerca sulle malattie oculari, lanciato nel dicembre 2008. L'obiettivo del partenariato era quello di coinvolgere l'industria nella ricerca, per far emergere nuove tecniche di cura.
L'Institut de la Vision ha sviluppato un prototipo di occhiali per gli ipovedenti. Questo dispositivo si adatta al difetto di ogni portatore per ottenere la migliore immagine possibile. 
Gli occhiali sono dotati di una camera fotografica che permette di ingrandire l'immagine. Questo dispositivo combina correzione ottica e realtà aumentata.

## Affari societari
Essilor, è stato il leader mondiale nella produzione di lenti oftalmiche, essendo stato il più grande produttore di lenti oftalmiche al mondo (31% del mercato mondiale nel 2011) davanti ai suoi due principali competitor la tedesca Carl Zeiss (18% del mercato mondiale) e la Giapponese Hoya (13%) con una posizione di predominio nel mercato di tutti i continenti ed è stato il quarto produttore europeo di apparecchiature medicali.
Essilor è stata presente nella classifica delle 100 aziende più responsabili al mondo.

### Dati economici
Secondo la Relazione Annuale 2008, il 95% del volume d'affari di Essilor derivava dalla vendita di lenti oftalmiche mentre il 5% proveniva da altre attività, quali la vendita di apparecchiature.
Le vendite in Europa sono state pari al 46,2% del volume d'affari, quelle dell'America del Nord e dell'America Latina sono state pari al 42,3% mentre l'Asia ha generato il restante 11,5%.
| Anno          | 2004  | 2005  | 2006  | 2007    | 2008    | 2009    | 2010    | 2011  | 2012  | 2013  | 2014  | 2015  | 2016  | 2017  |
| ------------- | ----- | ----- | ----- | ------- | ------- | ------- | ------- | ----- | ----- | ----- | ----- | ----- | ----- | ----- |
| Ricavi        | 2 203 | 2 424 | 2 690 | 2 908.1 | 3 074.4 | 3 268.0 | 3,891.6 | 4,190 | 4,989 | 5,065 | 5,670 | 6,716 | 7,115 | 7,490 |
| Reddito netto | 244   | 287   | 328   | 366.7   | 382.4   | 394.0   | 462.0   | 506   | 584   | 594   | 642   | 757   | 813   | 833   |